# Benjamin Rogiers
Benjamin Rogiers (30 december 1982) is een Belgische politicus voor Open Vld en sinds 2025 burgemeester van Herzele, een gemeente in de provincie Oost-Vlaanderen.  

## Vroege leven en opleiding
Benjamin Rogiers werd geboren op 30 december 1982 en groeide op in Herzele. Hij behaalde een diploma als leerkracht en begon zijn loopbaan in het onderwijs aan het Koninklijk Atheneum in Zottegem. Al op jonge leeftijd toonde hij interesse in politiek en maatschappelijke betrokkenheid.  

## Politieke carrière
Rogiers is sinds 2000 actief binnen Jong VLD, zowel lokaal, arrondissementaal als nationaal, waar hij jarenlang functies bekleedde als voorzitter en bestuurslid. Daarnaast was hij jarenlang voorzitter van de Herzeelse Jeugdraad.  
In 2007 werd hij verkozen als gemeenteraadslid in Herzele en in 2013 trad hij toe tot het college van burgemeester en schepenen als schepen van jeugd, een bevoegdheid die hij sindsdien onafgebroken heeft behouden. In 2019 werd hij benoemd tot eerste schepen.  
Van 2007 tot 2013 werkte Rogiers bovendien als parlementair medewerker van toenmalig Kamerlid Carina Van Cauter, waar hij expertise opdeed in verschillende beleidsdossiers.
In oktober 2024 werd hij aangewezen als burgemeester, als opvolger van Johan Van Tittelboom, die Herzele 24 jaar leidde. Hij trad officieel in functie in januari 2025. Naast het burgemeesterschap blijft Rogiers verantwoordelijk voor de bevoegdheid jeugd.